# زملوليات
الزملوليات (الاسم العلمي: Exobasidiales) هي رتبة من الفطريات تتبع طائفة الزملولانية.

## فصائل
- الزملولية
- (الاسم العلمي: Brachybasidiaceae)
- (الاسم العلمي: Cryptobasidiaceae)
- (الاسم العلمي: Graphiolaceae)